# 2025年万国博覧会の大阪招致構想

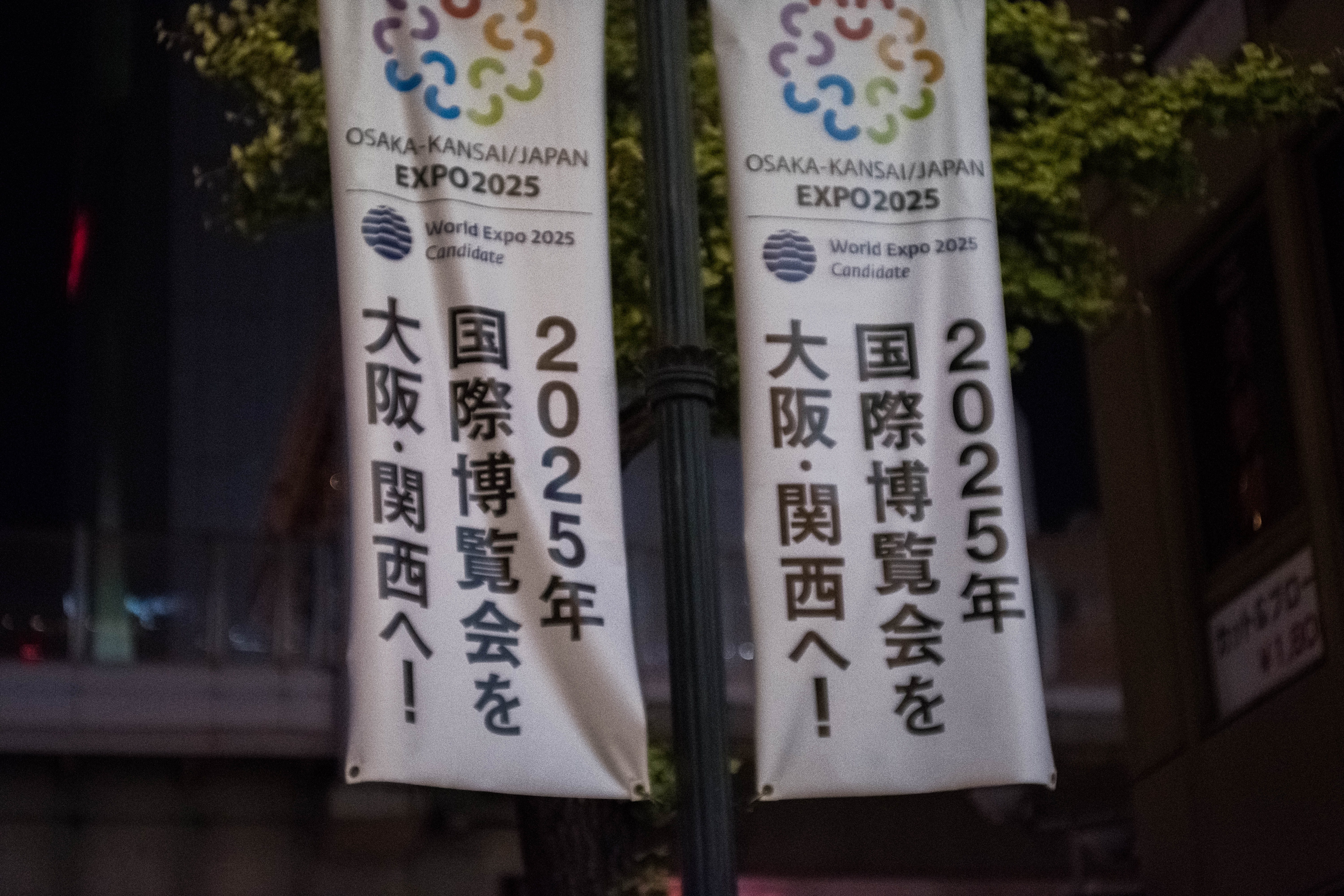
招致活動中に使用されたのぼり

2025年万国博覧会の大阪招致構想（2025ねんばんこくはくらんかいのおおさかしょうちこうそう）は、2025年開催予定の万国博覧会（万博、国際博覧会条約における登録博覧会）を大阪府に招致（誘致）する構想である。マスコミ報道などでは、「2025年大阪万博」の呼称が使われることが多い。2018年11月23日に、博覧会国際事務局（BIE）の総会がパリで開かれ、BIE加盟国（170カ国）の代表による2回の投票により2025年日本国際博覧会の開催が決定された。大阪では日本万国博覧会以来55年ぶり2回目となり、日本では愛知で行われた2005年日本国際博覧会以来20年ぶりとなる。

## 構想立案の経緯
2014年7月14日に開催された第2回「大阪府日本万国博覧会記念公園運営審議会」に出席した、大阪府・市特別顧問である堺屋太一は、2025年の万博を大阪に招致し、1970年の日本万国博覧会（大阪万博）で会場だった万博記念公園（大阪府吹田市）を、再び会場として使用することを主張した。これを受けて、橋下徹・大阪市長（当時）は、同年8月6日に出演したBS日テレの番組「深層NEWS」で、「2025年、30年あたりの万国博覧会を狙っていきたい」と述べ、万博の大阪招致に取り組む意向を示した。橋下は、自身が1歳の時に開催された1970年の大阪万博について「あれを機に大阪の都市整備が進んだ」と評価したうえで、「もう一回、万博記念公園を活用し、リニア（中央新幹線）の東京―大阪間の全線同時開業を迫っていく」と述べた。松井一郎・大阪府知事も同日、大阪維新の会に所属する大阪府議会議員らとの会談で、「東京五輪も2度目。大阪万博も2度目といきたい」と語った。
橋下市長は、堺市長選挙（2013年9月29日投開票）の前の、同月8日に実施された集会で、「五輪を呼べるような力のある大阪をつくり上げたい。」「大阪にも五輪を呼んでいこうよという話を一緒にしたい」 と発言していた。
2015年4月に大阪府は、行政、経済界、有識者で構成する「国際博覧会大阪誘致構想検討会」を設置した。検討会では、5名の有識者委員から「大阪開催の意義・テーマ」についてプレゼンテーションが行われ、「新しい国際博覧会のモデルをつくる」「いのち」「長寿」「調和」「エージレス社会」「住民参加」などのキーワードが示された。座長の橋爪紳也は、「世界規模の人口爆発や超高齢化社会がもたらす諸課題等を踏まえ、1970年の大阪万博を継承し、2005年の愛・地球博を発展継承させるような国際博覧会を2025年の新しいモデルとすべき」と述べた。これを受けて松井知事は、8月25日の記者会見で、「世界で問題になっている超高齢化社会をテーマにし、提案型万博を具体的に計画」 する方針を語った。
松井は2015年9月10日に、当時イタリアで開催中だったミラノ万博会場を視察し、日本館で実施されていた大阪市主催のイベントで挨拶した。翌11日には、フランス・パリを訪問し、万博を統括している博覧会国際事務局（BIE）のロセルタレス事務局長と会談した。
松井は、日本政府にも協力を要請した。2015年12月19日には橋下徹が大阪市長を退任したことに伴う「慰労会」として、松井・橋下と安倍晋三内閣総理大臣、菅義偉内閣官房長官の4者が東京都内のホテルで約3時間半会食を行い、その場で万博開催への協力を打診。安倍はその場で菅に対し関係官庁に誘致への準備を進めさせるよう指示したという。2016年1月14日には、首相官邸で菅と会談し、万博招致への協力を正式に要請した。当時万博誘致をめぐっては地元経済界が多額の費用負担や投資効果の不透明さから慎重な姿勢を崩していなかったため、官邸の後ろ盾を得て機運を盛り上げる狙いがあったとされる。3月10日には、松井が林幹雄経済産業大臣と会談した。
2017年3月27日には、2025日本万博誘致アンバサダーに就任したお笑いコンビ・ダウンタウンらが出席した、2025日本万国博覧会誘致委員会の発足式が東京都内で行われた。
6月7日には、3案まで絞られていた 公募による誘致ロゴマークが、最終決定した。
2017年6月に、パリのBIEで松井大阪府知事が初めてとなる誘致のためのプレゼンテーションを行い、同行した松本正義関西経済連合会会長とともにロビー活動を展開した。
2017年9月、茶道裏千家前家元千玄室、ファッションデザイナーのコシノジュンコ、外務官僚の岡村善文、サッカー選手の本田圭佑、生物学者の山中伸弥、人気キャラクターのポケットモンスター及びハローキティが、2025年国際博覧会誘致特使（万博誘致特使）に就任。2018年には新たに鈴木庸一外務省参与が万博誘致特使に任命された。
2018年11月23日のBIE総会で開催地に決定した。BIE総会では安倍首相がビデオで、「大阪、関西、日本中の人たちが皆さんをお迎えし、一緒に活動することを楽しみにしている。成功は約束されている」と大阪招致をアピールした。なお、前回の大阪万博の開催が1965年9月13日にBIEで決定された当時の首相は安倍の大叔父の佐藤栄作だった。開催決定後、日本政府は世耕弘成を「国際博覧会担当大臣」に任命することを固めた。

## 会場候補地の選定
2015年7月28日の検討会第4回会合では、会場候補地として、彩都東部＋万博記念公園、服部緑地、花博記念公園鶴見緑地、舞洲、大泉緑地、りんくう公園＋りんくうタウンの6ヶ所が例示された。
2016年5月の報道によると、会場候補地に夢洲も追加された。夢洲は未利用地が多く、湾岸部の活性化につながるメリットも挙げられた。もっとも、夢洲にはギャンブル施設であるカジノを含む統合型リゾート（IR）を建設する構想があり、万博のテーマ候補である「健康・いのち・長寿」と相性が悪いのではないかとの声も府庁内にあった。
2016年6月16日には、万博の構想試案が大阪府から発表された。テーマは「人類の健康・長寿への挑戦」。会場は夢洲で、面積は160ヘクタールと想定した。会場建設費（1500億～1600億円程度）は国、自治体、民間で分担し、運営費（800億円程度）は入場料収入や広告収入など自己財源でまかなうとした。入場者数目標は3千万人以上である。会場アクセスは、大阪市営地下鉄中央線の延伸などを検討するとした。

## 招致に関する賛否
大阪の経済界からは、万博招致に消極的な声が多かった。2015年7月に大阪府が発表した、府内の企業に対する意識調査結果によると、「将来、大阪で国際博覧会が開催された場合、参加したいですか」との質問に対する回答は、「わからない」が46％で最も多く、「どちらかといえば関心がない」が9％ 、「参加しない」が25％を占めた。一方で、「参加したい」は12％、「どちらかといえば参加したい」は6％にすぎなかった。
2015年大阪府知事選挙における読売新聞の座談会では、松井知事が万博構想について「大阪の経済界は誘致を躊躇（ちゅうちょ）しているが、25年に開催すれば投資額以上のものが必ず得られる。超高齢化社会をどう豊かに生きていくかという課題解決型の万博にしたい。大阪の企業には医薬品、医療機器などを発明、開発できる力がある。経済界にしっかり説明して理解を得て、2度目の万博をぜひ開催したい。」と述べた。一方で対立候補だった栗原貴子（結果は落選）は、「経済界の腰が引けている中で無理に引っ張ってくる必要があるとは思わない。むしろ元気で長生きできる社会を実現すると言うなら、（生涯スポーツの祭典の）「関西ワールドマスターズゲームズ2021」 を盛り上げていくべきだ。府（と大阪市）は費用負担しない方針を決めているようだが、おかしい。」と述べた。
2016年2月9日には、松井知事と吉村洋文・大阪市長が、関西経済3団体（大阪商工会議所、関西経済連合会、関西経済同友会）のトップとの意見交換会を実施した。万博構想について、大阪商工会議所の尾崎裕会頭は「反対はしていない」「本当に大阪や関西の経済活性化につながるなら、経済界としては協力していきたい」と語った 。

## オフィシャルパートナー
- アート引越センター
- アシックス
- 岩谷産業
- AIG損保
- 大阪ガス
- 大林組
- OMRON
- オリックス
- がんこフードサービス
- 関西電力
- 京都銀行
- 近鉄グループホールディングス
- KOBELCO 神戸製鋼
- KOKUYO
- サクラクレパス
- サントリー
- JTB
- シオノギ製薬
- シスメックス
- 住友電工
- DAIKIN
- 大同生命
- 竹中工務店
- 田辺三菱製薬
- TOYOBO
- 南海電鉄
- NTT西日本
- JR西日本
- 日本生命
- パナソニック
- 阪急電鉄
- 阪神電鉄
- 日立造船
- プレサンスコーポレーション
- 丸一鋼管
- 三井住友銀行
- 三菱UFJ銀行
- 吉本興業
- りそなグループ
- レンゴー
- ロート製薬
- 京阪ホールディングス
- エデルマン・ジャパン
- 東洋テック
- 日本郵便
- 凸版印刷
- 損保ジャパン日本興亜
- EY Japan
- クボタ
- GOTO2025プロジェクト
- 関西エアポート
- 大阪信用金庫
- 東京海上日動
- ヤマト運輸
- 大阪広域生コンクリート協同組合
- 近畿日本ツーリスト
- 住友生命
- 大日本印刷
- 三井住友海上
- メルコリゾーツ&エンターティメントジャパン
- 岩井コスモ証券
- 阪神高速
- 大阪青年会議所
- 新日鐵住金
- 関電不動産開発
- 相互タクシー
- 日本触媒
- 不二製油
- 伊藤忠商事
- 小林製薬
- きんでん
- 三井住友信託銀行
- 三菱商事
- 三井物産
- ANA
- 日本航空
- 丸紅
- 大和財託
- 住友商事
- 共英製鋼
- 双日
- 池田泉州銀行
- 大阪シティ信用金庫
- サカイ引越センター
- 島津製作所
- SRSホールディングス
- 大日本住友製薬
- ナリス化粧品
- 野村グループ
- 日本通運
- NEXCO西日本
- 椿本チエイン
- 全日本不動産協会大阪府本部
- KMPGジャパン
- 髙島屋
- 積水ハウス
- 日本MGMリゾーツ
- カネカ
- 表示灯
- FC大阪
- ハードロック・ジャパン
- 大阪モノレール
- DAIHATSU
- 京セラドキュメントソリューションズ
- OSGコーポレーション
- エディオン
- GUNZE
- 川崎重工
- 大丸松坂屋百貨店
- 奥村組土木興業
- 大成建設
- 鹿島建設
- 翻訳センター
- 清水建設
- 電通
- 大阪府トラック協会
- 関西ぱど
- BARIKI
- 豊田通商
- ぴあ
- 光世証券
- 城東テクノ
- パソナグループ
- 上新電機
- 淀川製鋼所
- 住友化学
- 三井不動産
- イオン
- 森組
- 住友不動産
- 熊谷組
- ダイセル
- 東京建物
- 住友金属鉱山
- ウェーブリッジ
- 住友ベークライト
- 住友ゴム
- 住友重機械
- 明治安田生命
- シーザーズ・エンターテインメント
- 住友大阪セメント
- 日通商事
- 住友倉庫
- 大阪府宅地建物取引業協会
- 日本国土開発
- Peach Aviation
- Las Vegas Sands Corp
- KIRIN
- ラプレ
- 鴻池組
- ダイカン
- 不二電機
- 大広
- NEC
- 因幡電機産業
- 新生ホームサービス
- テラモト
- NTN
- TIS
- ゴールドファステート
- サイネックス
- 長谷工グループ
- ほっかほっか亭
- Vinci Airports
- 三井住友建設
- 柳金属産業
- 京都中央信用金庫
- 住友林業
- 日本板硝子
- ビックカメラ
- J:COM
- 奥村組
- 博報堂
- Osaka Metro
- 大阪シティバス
- アクセンチュア
- 大阪ラセン管工業
- ダイヘン
- あいおいニッセイ同和損保
- 村本建設
- 山陽電車
- 通天閣
- シーマ
- 青木あすなろ建設
- ネグロス電工
- 萬野屋
- FM OH!
- 高松建設
- 夢展望
- 淺沼組
- キューズモール
- 戸田建設
- みずほ銀行
- SECOM

## オフィシャルサポーター
- イカリ消毒
- ヤマガタ
- 太平印刷
- 大阪兵庫生コンクリート工業組合
- 大阪府トラック協会
- 鴻池運輸
- 京阪神ビルディング
- 北港運輸
- 梓設計
- 大阪市開発公社
- 栗本鐵工所
- マロニー
- 村田製作所
- 平田タイル
- 関西インバウンド事業推進協議会
- ハンドグローイング
- JDスクエア
- JPグループ
- TKビジョン
- スマホスピタル
- コドモエナジー
- PAYROUTEインターナショナル
- doroguba
- おおさか法務事務所
- 北港ロード
- 大阪府塗装工業協同組合
- 紀陽銀行
- 心斎橋筋商店街振興組合
- ミヤマグループ
- 千林商店街振興組合
- 西村あさひ法務事務所
- 道頓堀一丁目東檜振興町会・道頓堀商店連盟
- 宗右衛門町商店街振興組合
- 西松建設
- 難波センター街商店街振興組合
- 都エンタープライズ
- セレスポ
- 竹中工務店 大阪竹和会
- 佐川印刷
- 光建設工業
- 大阪タクシー協会
- 中之島まちみらい協議会
- HASSIN
- 日建設計
- 阪急東通商店街連合
- ジェットスター・ジャパン
- 御堂21倶楽部・東京21倶楽部
- 創生
- リゾートライフ
- シンセンスLF
- パシオン
- フジモリ産業
- ナルックス
- 心斎橋BIG STEP
- 三栄建設
- アルインコ
- SMB建材
- テクト
- リンクス
- アルゴ
- アジア太平洋トレードセンター
- 徳原興産
- 寿幸
- カエルスタジオミュージック
- エイトレント
- ヴァンズ凸
- ユーポス
- 安藤・間
- 千房ホールディングス
- 大阪営一の会
- 大阪営二の会
- 享代クリエイト
- フェデックス・エクスプレス
- 藤井組
- いっとこミナミ実行委員会
- 道頓堀商店街
- アーキヤマデ
- ジャパンペール
- ELEPLAN
- なにわ淀川花火大会
- ASKプランニング
- 未来教育推進機構
- 葛城煙火
- 優美社産業
- 富士興業
- 国際航業
- シーモス
- クリスタ長堀
- 株木建設

## 2025日本万国博覧会誘致委員会役員・委員等
- 会長[38]
  - 榊原定征（日本経済団体連合会名誉会長、元東レ会長）[38]
- 会長代行[38]
  - 松井一郎（大阪市長）[38]
  - 松本正義（関西経済連合会会長、住友電気工業会長）[38]
- 副会長[38]
  - 吉村洋文（大阪府知事）[38]
  - 井戸敏三（関西広域連合長、兵庫県知事）[38]
  - 尾崎裕（大阪商工会議所会頭、大阪ガス会長）[38]
  - 黒田章裕（関西経済同友会代表幹事、コクヨ会長）[38]
  - 池田博之（関西経済同友会代表幹事、りそな銀行副会長）[38]
  - 立石義雄（京都商工会議所会頭、オムロン会長）[38]
  - 家次恒（神戸商工会議所会頭、シスメックス会長）[38]
  - 森詳介（関西経済連合会相談役、元関西電力会長）[38]
  - 古賀信行（日本経済団体連合会審議員会議長、野村證券会長）[38]
  - 早川茂（日本経済団体連合会副会長、トヨタ自動車副会長）[38]
- 顧問[38]
  - 中西宏明（日本経済団体連合会会長、日立製作所会長）[38]
  - 三村明夫（日本商工会議所会頭、元新日本製鐵会長）[38]
  - 小林喜光（経済同友会代表幹事、元三菱化学会長）[38]
- 委員[38]
  - 寺田千代乃（アートコーポレーション社長、元関西経済連合会副会長）[38]
  - 斎藤保（IHI会長）[38]
  - 尾山基（アシックス会長、世界スポーツ用品工業連盟副会長）[38]
  - 伊藤雅俊（味の素会長、日本スポーツ協会会長）[38]
  - 藤田博久（池田泉州銀行頭取）[38]
  - 鈴木義久（伊藤忠商事社長）[38]
  - 牧野明次（岩谷産業会長、関西経済連合会副会長）[38]
  - ロバート・L・ノディン（AIGジャパン・ホールディングス社長）[38]
  - 片野坂真哉（ANAホールディングス社長、日本経済団体連合会副会長）[38]
  - 進藤清貴（王子ホールディングス会長、日本製紙連合会会長）[38]
  - 尾崎裕（大阪ガス会長、大阪商工会議所会頭）[38]
  - 樋野征治（大阪信用金庫会長）[38]
  - 大林剛郎（大林組会長）[38]
  - 立石文雄（オムロン会長）[38]
  - 井上亮（オリックス社長）[38]
  - 小嶋淳司（がんこフードサービス会長）[38]
  - 山谷佳之（関西エアポート社長）[38]
  - 八木誠（関西電力会長）[38]
  - 御手洗冨士夫（キヤノン会長、日本経済団体連合会名誉会長）[38]
  - 柏原康夫（京都銀行相談役）[38]
  - 小林哲也（近鉄グループホールディングス会長）[38]
  - 木股昌俊（クボタ社長）[38]
  - 丸山隆司（KNT-CTホールディングス社長）[38]
  - 佐藤廣士（神戸製鋼所相談役）[38]
  - 黒田章裕（コクヨ会長）[38]
  - 野路國夫（小松製作所会長）[38]
  - 西村貞一（サクラクレパス会長）[38]
  - 鳥井信吾（サントリーホールディングス副会長）[38]
  - 杉森務（JXTGホールディングス社長、日本経済団体連合会副会長）[38]
  - 髙橋広行（JTB社長）[38]
  - 手代木功（塩野義製薬社長）[38]
  - 家次恒（シスメックス会長）[38]
  - 宮本洋一（清水建設会長）[38]
  - 市川秀夫（昭和電工会長）[38]
  - 進藤孝生（新日鐵住金社長、日本経済団体連合会副会長）[38]
  - 松村直季（新日本有限責任監査法人マネージング・ディレクター）[38]
  - 十倉雅和（住友化学社長、日本経済団体連合会副会長）[38]
  - 中村邦晴（住友商事会長）[38]
  - 佐藤義雄（住友生命保険会長）[38]
  - 松本正義（住友電気工業会長）[38]
  - 佐藤洋二（双日会長）[38]
  - 平井一夫（ソニー社長）[38]
  - 井上礼之（ダイキン工業会長）[38]
  - 山内隆司（大成建設会長、日本経済団体連合会副会長）[38]
  - 工藤稔（大同生命保険社長）[38]
  - 北島義俊（大日本印刷社長）[38]
  - 竹中統一（竹中工務店会長）[38]
  - 土屋裕弘（田辺三菱製薬相談役）[38]
  - 長坂勝雄（千代田化工建設会長）[38]
  - 大八木成男（帝人相談役）[38]
  - 隅修三（東京海上ホールディングス会長、日本経済団体連合会副会長）[38]
  - 田中卓（東洋テック社長）[38]
  - 坂元龍三（東洋紡会長）[38]
  - 金子眞吾（凸版印刷社長）[38]
  - 小澤哲（豊田通商相談役）[38]
  - 山中諄（南海電気鉄道相談役）[38]
  - 村尾和俊（西日本電信電話社長）[38]
  - 真鍋精志（西日本旅客鉄道会長）[38]
  - 佐藤雅之（日揮会長）[38]
  - 工藤泰三（日本郵船会長、日本経済団体連合会副会長）[38]
  - 横山邦男（日本郵便社長）[38]
  - 植木義晴（日本航空会長）[38]
  - 筒井義信（日本生命保険会長）[38]
  - 松下正幸（パナソニック副会長）[38]
  - 角和夫（阪急電鉄会長）[38]
  - 藤原崇起（阪神電気鉄道会長）[38]
  - 古川実（日立造船相談役）[38]
  - 鈴木博之（丸一鋼管会長）[38]
  - 朝田照男（丸紅会長）[38]
  - 江頭敏明（三井住友海上火災保険常任顧問）[38]
  - 伊藤雄二郎（三井住友銀行副会長）[38]
  - 飯島彰己（三井物産会長、日本経済団体連合会副会長）[38]
  - 石塚邦雄（三越伊勢丹ホールディングス特別顧問、日本経済団体連合会副会長）[38]
  - 越智仁（三菱ケミカルホールディングス社長）[38]
  - 宮永俊一（三菱重工業社長、日本経済団体連合会副会長）[38]
  - 小林健（三菱商事会長、日本経済団体連合会副会長）[38]
  - 山西健一郎（三菱電機相談役、日本経済団体連合会副会長）[38]
  - 園潔（三菱UFJフィナンシャル・グループ会長）[38]
  - 北村稔（ヤマト運輸常務執行役員関西支社長）[38]
  - 大﨑洋（吉本興業社長）[38]
  - 東和浩（りそな銀行社長）[38]
  - 大坪清（レンゴー会長）[38]
  - 山田邦雄（ロート製薬会長）[38]
  - 岩木均（大阪府議会議長）[38]
  - 角谷一（大阪市会議長）[38]
  - 阪口伸六（大阪府市長会会長、高石市長）[38]
  - 松本昌親（大阪府町村長会会長、千早赤阪村長）[38]
  - 嶋野浩一朗（大阪府市議会議長会会長、自由民主党摂津市議会議員）[38]
  - 川嶋玲子（大阪府町村議長会会長、公明党島本町議会議員）[38]
- 2025年国際博覧会誘致特使
  - 千玄室（元裏千家家元）[20]
  - コシノジュンコ（ファッションデザイナー）[20]
  - 本田圭佑（サッカー選手）[20]
  - 山中伸弥（京都大学教授）[20]
  - 鈴木庸一（外務省参与）[22]
  - 岡村善文（アフリカ開発会議担当特命全権大使）[20]
  - ポケットモンスター[20]
  - ハローキティ[20]
  - 櫟真夏（2025日本万国博覧会誘致委員会事務総長）[39]